# خطوط نورث ويست الجوية الرحلة 2501
طائرة خطوط نورث ويست الجوية رحلة 2501 وهي من نوع دي سي-4 كانت تحت الخدمة ما بين نيويورك ومدينة سياتل يومياً وعندما اختفت بشكل فجائي مساء يوم 23 يونيو 1950 وعلى متنها 55 راكب مع 3 من طاقم الطائرة.
كانت الطائرة بارتفاع 3,500 قدم (1070 متر) فوق بحيرة ميشيغان 29 كم (18.1 ميل) شمال غربي ميناء بينتون بولاية ميشيغان، عندما اختفت بشكل مفاجئ من أمام شاشات الرادار بعدما طلب قائدها للهبوط إلى ارتفاع 2,500 قدم (760 متر). وقد تم البحث عنها على نطاق واسع ومن ضمنها البحث عن طريق السونار والسحب من أعماق البحيرة عن طريق سفن صيد ولكن دون جدوى. ومع أن قد طفا للسطح بقايا التنجيد وبقايا قطع بشرية، ولكن لم يستطع الغواصون العثور على حطام الطائرة.
وقد كان هناك العديد من النظريات التي تفسر سر اختفاء الطائرة من شاشات الرادار. من بينها أنها دخلت خط عاصفة ثلجية وإعصار، ولكن بما أن حطام الطائرة لم يتم العثور عليه، فيبقى سر تحطم الطائرة لم يتم كشفه بعد.

## وصلات خارجية
- Remembering Northwest Flight 2501 نسخة محفوظة 17 سبتمبر 2017 على موقع واي باك مشين.